# 비눗방울

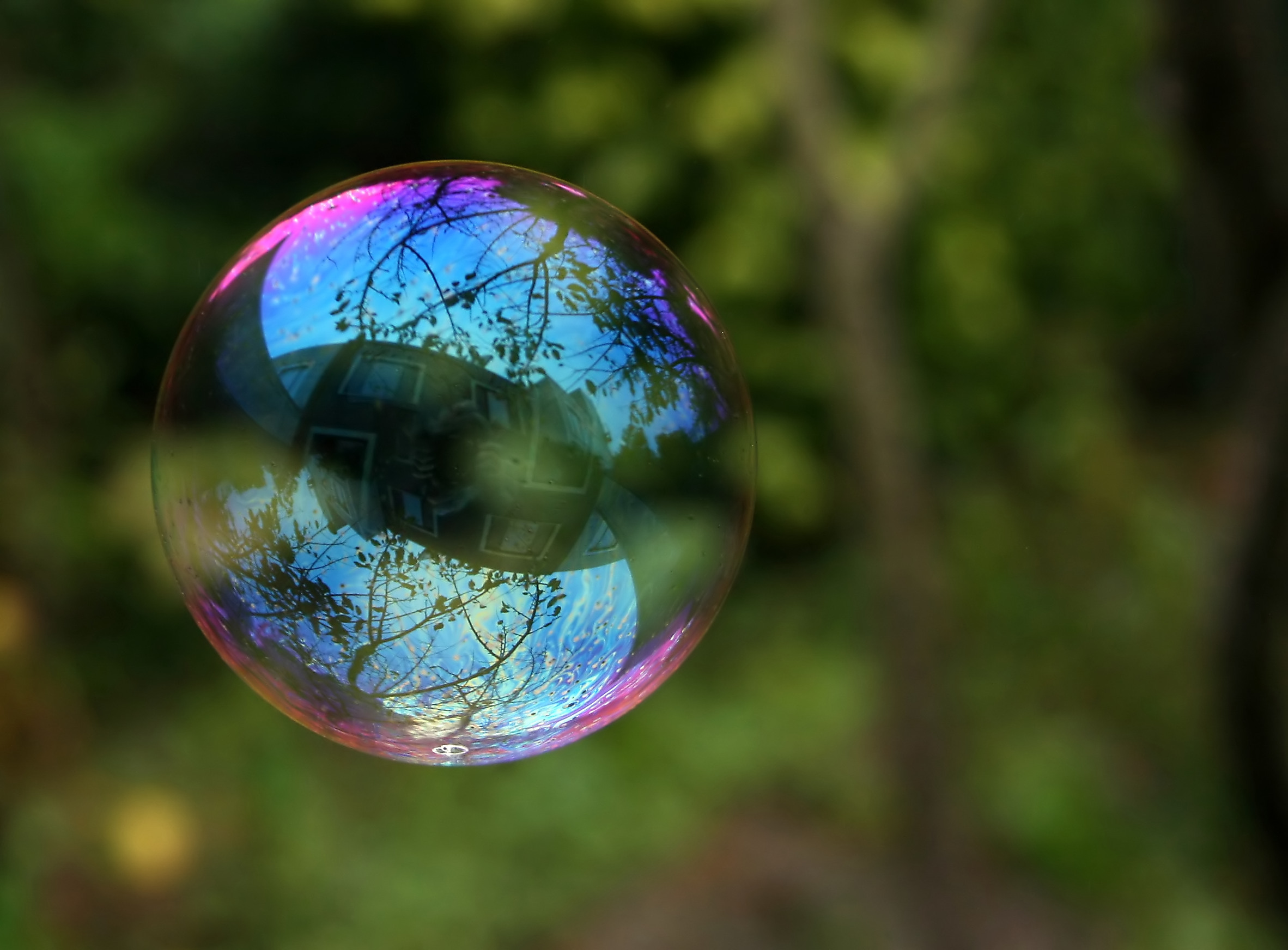

비눗방울은 비누로 인해 나는 방울이다.

## 예술
버블아티스트는 비눗방울을 만드는 예술가이다.

## 원리
표면장력의 힘이다. 여기서 ‘표면장력’이란 액체의 자유표면에서 표면을 작게 하려고 작용하는 장력을 얘기한다. 또한 ‘자유표면’이란 액체가 기체에 접하고 있는 표면을 뜻하고, ‘장력’이란 물체 안의 임의의 면에 있어서, 그 면을 경계로 양쪽 부분이 면에 수직으로 끌어당기는 힘이다.

## 같이 보기
- 방울